# Хамза Рафія
Хамза Рафія (фр. Hamza Rafia, араб. حمزة رفيعة, нар. 2 квітня 1999, Каляат-Сенан) — туніський та французький футболіст, півзахисник «Лечче» та національної збірної Тунісу.

## Клубна кар'єра
Народився 2 квітня 1999 року в місті Каляат-Сенан. Почав грати у футбол у клубі «Брон Террайон», за який раніше виступав Карім Бензема. Потім грав за «Брон Гран Ліон», а з 2010 року виступав у молодіжній академії клубу «Ліон». Пройшовши молодіжну систему, Рафія грав за резервну команду «Ліона» в чемпіонаті Франції серед аматорів, четвертому дивізіоні французького футболу. За чотири сезони він забив п'ять голів у 26 іграх.
16 липня 2019 року Рафія приєднався до «Ювентуса», уклавши трирічний контракт, і став виступати за резервну команду «Ювентус U-23» в Серії С. За першу команду єдиний матч провів 13 січня 2021 року, вийшовши на заміну замість Маноло Портанови на 77-й хвилині в матчі Кубка Італії проти «Дженоа» і забивши гол на 104-й хвилині, який допоміг «Ювентусу» перемогти з рахунком 3:2 після додаткового часу і вийти до чвертьфіналу. Надалі у цьому турнірі Хамза більше не грав, а туринці здали переможцями Кубка.
На початку сезону 2021/22 він був відданий в оренду бельгійського «Стандарда» (Льєж) на першу половину сезону, де він дебютував на найвищому рівні. У другій половині сезону був відданий в оренду до кінця сезону «Кремонезе» з Серії В, якому допоміг посісти 2 місце і вийти у вищий дивізіон.
Повернувшись до «Ювентуса», він знову став виступати у другій команді в Серії С, яка була перейменована на «Ювентус Некст Джен», де провів ще пів року, а 27 січня 2023 року, після 14 матчів і двох голів у першій половині чемпіонату, він залишив команду і перейшов у «Пескару», яка також грала у Серії C, з якою він підписав контракт до 30 червня 2025 року. Через два дні він дебютував у чемпіонаті за «біло-синіх» в домашньому матчі проти «Фоджі» (0:4).
18 липня 2023 року Рафія підписав трирічний контракт із клубом Серії А «Лечче». Він дебютував у вищому дивізіоні під час матчу проти «Лаціо» (2:1) 20 серпня 2023 року. Через сім днів він забив свій перший гол у Серії А в матчі проти «Фіорентини» (2:2).

## Виступи за збірні
2016 року зіграв по одному матчу у складі юнацьких збірних Франції U-17 та U-18.
6 вересня 2019 року дебютував в офіційних іграх у складі національної збірної Тунісу в товариському матчі проти збірної Мавританії (1:0).
У складі збірної був учасником Кубка африканських націй 2021 року у Камеруні та Кубка африканських націй 2021 року у Кот-д'Івуарі.
Наразі в національній команді провів у її формі 27 матчів, забивши 3 голи.
| Дата       | Місто        | Господарі      | Результат | Гості                | Турнір                                      | Голи | Примітки |
| ---------- | ------------ | -------------- | --------- | -------------------- | ------------------------------------------- | ---- | -------- |
| 6-9-2019   | Радес        | Туніс          | 1 – 0     | Мавританія           | товариський матч                            | -    | 15' 90'  |
| 10-9-2019  | Радес        | Туніс          | 1 – 2     | Кот-д'Івуар          | товариський матч                            | -    | 82'      |
| 12-10-2019 | Радес        | Туніс          | 0 – 0     | Камерун              | товариський матч                            | -    | 89'      |
| 9-10-2020  | Туніс        | Туніс          | 3 – 0     | Судан                | товариський матч                            | -    | 80'      |
| 13-10-2020 | Абуджа       | Нігерія        | 1 – 1     | Туніс                | товариський матч                            | -    | 10' 73'  |
| 13-11-2020 | Радес        | Туніс          | 1 – 0     | Танзанія             | Відбір до Кубка африканських націй 2021     | -    | 88'      |
| 17-11-2020 | Дар-ес-Салам | Танзанія       | 1 – 1     | Туніс                | Відбір до Кубка африканських націй 2021     | -    | 78'      |
| 28-3-2021  | Радес        | Туніс          | 2 – 1     | Екваторіальна Гвінея | Відбір до ЧС 2022                           | -    | 62'      |
| 5-6-2021   | Туніс        | Туніс          | 1 – 0     | ДР Конго             | товариський матч                            | -    | 79'      |
| 11-6-2021  | Радес        | Туніс          | 0 – 2     | Алжир                | товариський матч                            | -    | 46'      |
| 15-6-2021  | Радес        | Туніс          | 1 – 0     | Малі                 | товариський матч                            | -    | 61'      |
| 3-9-2021   | Радес        | Туніс          | 3 – 0     | Екваторіальна Гвінея | Відбір до ЧС 2022                           | -    | 84'      |
| 7-9-2021   | Ндола        | Замбія         | 0 – 2     | Туніс                | Відбір до ЧС 2022                           | -    | 88'      |
| 10-10-2021 | Нуакшот      | Мавританія     | 0 – 0     | Туніс                | Відбір до ЧС 2022                           | -    | 71'      |
| 16-11-2021 | Туніс        | Туніс          | 3 – 1     | Замбія               | Відбір до ЧС 2022                           | -    | 67'      |
| 16-1-2022  | Лімбе        | Туніс          | 4 – 0     | Мавританія           | Кубок африканських націй 2021 - 1-й етап    | -    | 71'      |
| 20-1-2022  | Лімбе        | Гамбія         | 1 – 0     | Туніс                | Кубок африканських націй 2021 - 1-й етап    | -    | 68'      |
| 23-1-2022  | Гаруа        | Нігерія        | 0 – 1     | Туніс                | Кубок африканських націй 2021 - 1/8 фіналу  | -    | 69'      |
| 29-1-2022  | Гаруа        | Буркіна-Фасо   | 1 – 0     | Туніс                | Кубок африканських націй 2021 - чвертьфінал | -    | 84'      |
| 7-9-2023   | Радес        | Туніс          | 3 – 0     | Ботсвана             | Відбір до Кубка африканських націй 2023     | -    | 61'      |
| 12-9-2023  | Каїр         | Єгипет         | 1 – 3     | Туніс                | товариський матч                            | 1    | 64'      |
| 13-10-2023 | Сеул         | Південна Корея | 4 – 0     | Туніс                | товариський матч                            | -    | 72'      |
| 17-10-2023 | Кобе         | Японія         | 2 – 0     | Туніс                | товариський матч                            | -    | 63'      |
| 17-11-2023 | Радес        | Туніс          | 4 – 0     | Сан-Томе і Принсіпі  | Відбір до ЧС 2026                           | 1    | 82'      |
| 6-1-2024   | Радес        | Туніс          | 0 – 0     | Мавританія           | товариський матч                            | -    | 72'      |
| 10-1-2024  | Радес        | Туніс          | 2 – 0     | Кабо-Верде           | товариський матч                            | -    | 64'      |
| 20-1-2024  | Короґо       | Туніс          | 1 – 1     | Малі                 | Кубок африканських націй 2023 - 1-й етап    | 1    | 78'      |
| Усього     |              | Матчів         | 27        |                      | Голів                                       | 3    |          |

## Титули і досягнення
- Володар Кубка Італії (1):

«Ювентус»: 2020/21